# Olivia Saint
Olivia Saint (San Diego, California; 11 de noviembre de 1979) es una actriz pornográfica estadounidense retirada.

## Biografía
Natural de la ciudad de San Diego, en el estado de California, Olivia Saint, nombre artístico de Kimberly Jo Anne Sisk, nació en noviembre de 1979. Debutó en la industria del cine para adultos en el año 2000, a los 21 años.
Como actriz, ha trabajado con productoras como VCA, Sin City, Evil Angel, Elegant Angel, New Sensations, Devil's Film, Reality Kings, Hustler, Pleasure, Metro, Mile High, Jill Kelly, Wicked, Bangbros, Naughty America o Adam & Eve, entre otras.
En 2003 recibió sus dos primeras nominaciones en los Premios AVN, siendo estas a la Artista femenina del año, así como a la Mejor escena de sexo oral por Lady Fellatio 2: Desperately Seeking Semen. Al año siguiente repitió por la Mejor escena de sexo en grupo por The Anal Destruction of Olivia Saint, y en 2006 volvió a ser nominada a la Mejor actriz por Contract Girl.
Se retiró de la industria en 2008, con más de 420 películas como actriz.

## Premios y nominaciones
| Año  | Ceremonia    | Resultado | Premio                        | Trabajo                                    |
| ---- | ------------ | --------- | ----------------------------- | ------------------------------------------ |
| 2003 | Premios AVN  | Nominada  | Artista femenina del año      | —                                          |
| 2003 | Premios AVN  | Nominada  | Mejor escena de sexo oral     | Lady Fellatio 2: Desperately Seeking Semen |
| 2003 | Premios XRCO | Ganadora  | Artista no reconocida del año | —                                          |
| 2004 | Premios AVN  | Nominada  | Mejor escena de sexo en grupo | The Anal Destruction of Olivia Saint       |
| 2006 | Premios AVN  | Nominada  | Mejor actriz                  | Contract Girl                              |